# Olivier Sitruk

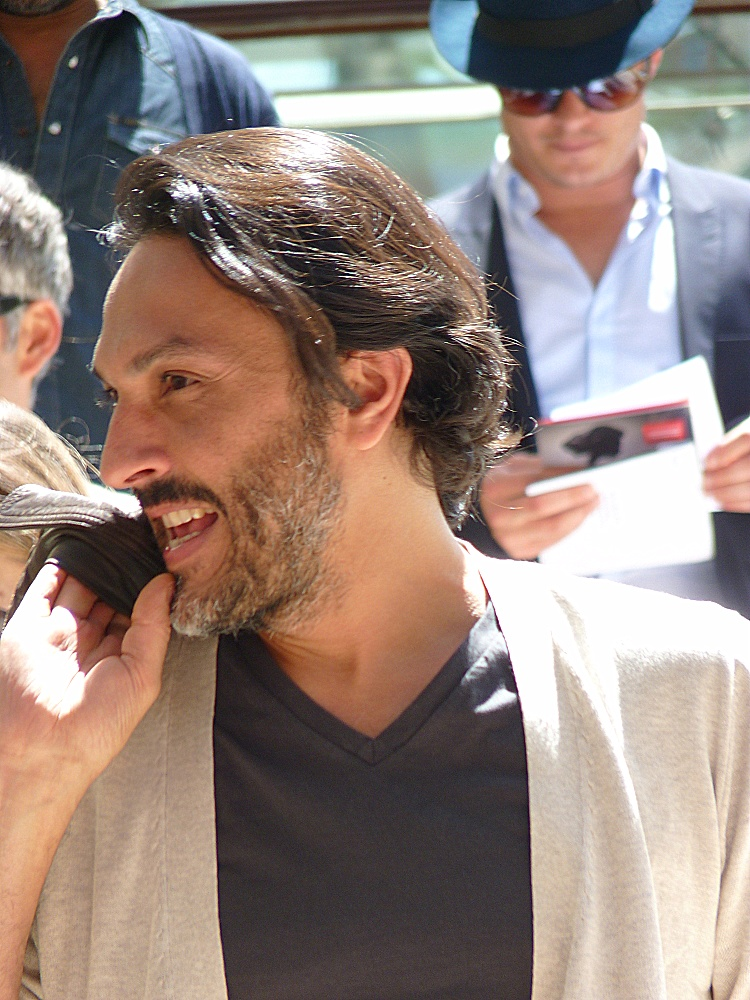
Olivier Sitruk (2012)

Olivier Sitruk (* 25. Dezember 1970 in Nizza, Frankreich) ist ein französischer Schauspieler und Filmproduzent. 

## Leben
Ursprünglich wollte Sitruk Archäologie oder Journalismus studieren. Im Alter von 16 Jahren trat er jedoch dem Conservatoire National de la Région de Nice bei und spielte fortan Theater. Parallel dazu hatte er mehrere Gelegenheitsjobs, bis er 1992 auf der Leinwand debütierte und sich komplett auf seine Schauspielkarriere konzentrieren konnte. Er spielte in der von Hervé Palud inszenierten Familien-Abenteuer-Komödie La Gamine an der Seite von Johnny Hallyday und Maïwenn. Für seine Darstellung des Eric in dem von Bertrand Tavernier inszenierten Krimi Der Lockvogel war Sitruk bei der Verleihung des französischen Filmpreises César 1996 als Bester Nachwuchsdarsteller nominiert. In Ivan Calbéracs Regiedebüt, der Liebeskomödie Irène, spielte er 2002 an der Seite von Cécile de France.

## Filmografie (Auswahl)
- 1992: La Gamine
- 1995: Der Lockvogel (L’Appât)
- 1995: Die Witwe des Architekten (La Veuve de l’architecte) (Fernsehfilm)
- 1996: Eine Kindheit auf dem Montmartre (Les Allumettes suédoises) (Fernsehdreiteiler)
- 1998: Die Frau des Italieners (La Femme de l’Italien) (Fernsehfilm)
- 2001: Rivalen unterm Halbmond (L’Algérie des chimères) (Fernsehminiserie)
- 2002: Irène
- 2003: Als ich sieben war (L’Année de mes sept ans) (Fernsehfilm)
- 2003: Die Unbekannte aus der Seine (Aurélien) (Fernsehfilm)
- 2004: Drei Jungs, ein Mädchen und zwei Hochzeiten (3 garçons, 1 fille et 1 mariage) (Fernsehfilm)
- 2004–2009: Jeff et Léo, flics et jumeaux (Fernsehserie, 14 Folgen)
- 2005: Cavalcade
- 2008: Der Bibelcode (Fernsehzweiteiler)
- 2008: Coco Chanel (Fernsehfilm)
- 2011: Rani – Herrscherin der Herzen (Rani) (Fernsehmehrteiler)
- 2012: Jeu de dames (Fernsehminiserie)
- 2014: 24 jours
- 2015: Deux au carré
- 2015: Le Juge est une femme (Fernsehserie, eine Folge)
- 2016: Dieumerci!
- 2016: Venise sous la neige
- 2016: Instinct (Fernsehserie, zwei Folgen)
- 2016–2017: Lanester (Fernsehserie, zwei Folgen)
- 2018: Tazzeka
- 2019: Les Mystères du Bois Galant (Fernsehfilm)
- 2019: Commissaire Magellan (Fernsehserie, eine Folge)

## Auszeichnung
- 1996: Nominierung für den César in der Kategorie Bester Nachwuchsdarsteller für Der Lockvogel